# Колбасино (Сумская область)
Колбасино (укр. Ковбасине) — село,
Быстрикский сельский совет,
Кролевецкий район,
Сумская область,
Украина.
Код КОАТУУ — 5922681703. Население по переписи 2001 года составляло 10 человек.

## Географическое положение
Село Колбасино находится на правом берегу реки Реть,
выше по течению на расстоянии в 5 км расположено село Тулиголово,
ниже по течению на расстоянии в 1,5 км расположено село Марухи,
на противоположном берегу — село Быстрик.
К селу примыкает большой лесной массив (сосна).
Рядом проходит автомобильная дорога М-02 (E 101).